# Penthimiola variabilis
Penthimiola variabilis är en insektsart som beskrevs av Evans 1954. Penthimiola variabilis ingår i släktet Penthimiola och familjen dvärgstritar. Inga underarter finns listade i Catalogue of Life.